# 오탁번
오탁번(吳鐸蕃, 1943년 7월 3일  ~ 2023년 2월 14일)은 대한민국의 시인이다.

## 개요
고려대학교 영문과 및 동 대학원 국문과를 졸업하였다. 1967년 《중앙일보》 신춘문예에 시가 당선되어 등단하였다. 1978년부터 고려대학교 사범대학 국어교육과 교수로 재직하였고, 고려대학교 명예교수, 한국시인협회장을 역임하였다.

## 수상
1987년 제12회 한국문학작가상, 1994년 동서문학상, 1997년 정지용 문학상 등을 수상하였다.

## 주요 저서 작품
- 너무 많은 가운데 하나 (1985년, 시집)
- 생각나지 않는 꿈 (1991년, 시집)
- 겨울강 (1994년, 시집)
- 1미터의 사랑 (1999년, 시집)
- 처형의 땅 (1974년, 소설)
- 오탁번 시화 (1998년, 산문집)
- 현대시의 이해 (1998년, 평론집)